# Fjädervikt i fristil i brottning vid olympiska sommarspelen 1992
Herrarnas brottningsturnering i fristil i viktklassen fjädervikt vid olympiska sommarspelen 1992 avgjordes i Barcelona i Institut Nacional d'Educació Física de Catalunya. 

## Medaljörer
| Klass      | Guld             | Silver                    | Brons                 |
| Fjädervikt | John Smith · USA | Askari Mohammadian · Iran | Lázaro Reinoso · Kuba |

## Resultat
- TO — Vinst genom fall
- SP — Vinst genom överlägsenhet, 12-14 poängs skillnad, förloraren med poäng
- SO — Vinst genom överlägsenhet, 12-14 poängs skillnad, förloraren utan poäng
- ST — Vinst genom teknisk överlägsenhet, 15 poäng skillnad
- PP — Vinst genom poäng, förloraren med tekniska poäng
- PO — Vinst genom poäng, förloraren utan tekniska poäng
- PA — Vinst genom att motståndaren skadas
- DQ — Vinst genom förverkande
- D2 — Båda brottarna diskvalificerade på grund av passivitet  (0-0 poäng)
- DNA — Dök inte upp
- L — Förluster
- ER — Elimineringsrunda
- CP — Klassificeringspoäng
- TP — Tekniska poäng

- PA — Vinst genom att motståndaren skadats

### Elimineringsrunda

#### Pool A
| L        |                          | CP       | TP       |                          | L        |          |
| Omgång 1 | Omgång 1                 | Omgång 1 | Omgång 1 | Omgång 1                 | Omgång 1 | Omgång 1 |
| -------- | ------------------------ | -------- | -------- | ------------------------ | -------- | -------- |
| 1        | Lázaro Reinoso (CUB)     | 1-3 PP   | 6-11     | Magomed Azizov (EUN)     | 0        |          |
| 0        | Giovanni Schillaci (ITA) | 3-1 PP   | 2-1      | Takumi Adachi (JPN)      | 1        |          |
| 0        | Karsten Polky (GER)      | 3-1 PP   | 5-3      | Tjaart du Plessis (RSA)  | 1        |          |
| 1        | İsmail Faikoğlu (TUR)    | 1-3 PP   | 2-3      | John Smith (USA)         | 0        |          |
| 0        | Kim Gwang-Chol (PRK)     | 3-1 PP   | 6-2      | Shin Sang-Kyu (KOR)      | 1        |          |
| 0        | Marty Calder (CAN)       |          |          | Bye                      |          |          |
| Omgång 2 |                          |          |          |                          |          |          |
| 1        | Marty Calder (CAN)       | 1-3 PP   | 7-10     | Lázaro Reinoso (CUB)     | 1        |          |
| 0        | Magomed Azizov (EUN)     | 3-1 PP   | 3-1      | Giovanni Schillaci (ITA) | 1        |          |
| 2        | Takumi Adachi (JPN)      | 1-3 PP   | 5-7      | Karsten Polky (GER)      | 0        |          |
| 2        | Tjaart du Plessis (RSA)  | 0-3 PO   | 0-9      | İsmail Faikoğlu (TUR)    | 1        |          |
| 0        | John Smith (USA)         | 3-1 PP   | 2-1      | Kim Gwang-Chol (PRK)     | 1        |          |
| 1        | Shin Sang-Kyu (KOR)      |          |          | Bye                      |          |          |
| Omgång 3 |                          |          |          |                          |          |          |
| 1        | Shin Sang-Kyu (KOR)      | 3-1 PP   | 5-2      | Marty Calder (CAN)       | 2        |          |
| 1        | Lázaro Reinoso (CUB)     | 3-1 PP   | 3-1      | Giovanni Schillaci (ITA) | 2        |          |
| 0        | Magomed Azizov (EUN)     | 3-1 PP   | 2-1      | İsmail Faikoğlu (TUR)    | 2        |          |
| 1        | Karsten Polky (GER)      | 0-3 PO   | 0-8      | John Smith (USA)         | 0        |          |
| 1        | Kim Gwang-Chol (PRK)     |          |          | Bye                      |          |          |
| Omgång 4 |                          |          |          |                          |          |          |
| 2        | Kim Gwang-Chol (PRK)     | 1-3 PP   | 4-6      | Lázaro Reinoso (CUB)     | 1        |          |
| 1        | Shin Sang-Kyu (KOR)      | 3-1 PP   | 5-2      | Karsten Polky (GER)      | 2        |          |
| 1        | Magomed Azizov (EUN)     | 0-4 ST   | 1-17     | John Smith (USA)         | 0        |          |
| Omgång 5 |                          |          |          |                          |          |          |
| 2        | Shin Sang-Kyu (KOR)      | 1-3 PP   | 5-11     | Magomed Azizov (EUN)     | 1        |          |
| 1        | Lázaro Reinoso (CUB)     | 3-1 PP   | 3-1      | John Smith (USA)         | 1        |          |

| Brottare                 | L | ER | CP | Tiebreaker |
| ------------------------ | - | -- | -- | ---------- |
| John Smith (USA)         | 1 | -  | 14 | 5          |
| Lázaro Reinoso (CUB)     | 1 | -  | 13 | 4          |
| Magomed Azizov (EUN)     | 1 | -  | 12 | 3          |
| Shin Sang-Kyu (KOR)      | 2 | 5  | 8  |            |
| Karsten Polky (GER)      | 2 | 4  | 7  |            |
| Kim Gwang-Chol (PRK)     | 2 | 4  | 5  |            |
| İsmail Faikoğlu (TUR)    | 2 | 3  | 5  |            |
| Giovanni Schillaci (ITA) | 2 | 3  | 5  |            |
| Marty Calder (CAN)       | 2 | 3  | 2  |            |
| Takumi Adachi (JPN)      | 2 | 2  | 2  |            |
| Tjaart du Plessis (RSA)  | 2 | 2  | 1  |            |

#### Pool B
| L              |                           | CP       | TP       |                             | L        |          |
| Omgång 1       | Omgång 1                  | Omgång 1 | Omgång 1 | Omgång 1                    | Omgång 1 | Omgång 1 |
| -------------- | ------------------------- | -------- | -------- | --------------------------- | -------- | -------- |
| 1              | Martin Müller (SUI)       | 1-3 PP   | 1-5      | Askari Mohammadian (IRI)    | 0        |          |
| 1              | Dharan Singh Dahiya (IND) | 1-3 PP   | 4-6      | Georgios Moustopoulos (GRE) | 0        |          |
| 0              | Eduards Žukovs (LAT)      | 4-0 TO   | 1:25     | Musa Ilhan (AUS)            | 1        |          |
| 1              | Dariusz Grzywiński (POL)  | 0-4 TO   | 2:15     | Anibál Nieves (PUR)         | 0        |          |
| 1              | Vicente Cáceres (ESP)     | 1-3 PP   | 3-10     | Rosen Vasilev (BUL)         | 0        |          |
| Omgång 2       |                           |          |          |                             |          |          |
| 1              | Martin Müller (SUI)       | 3-1 PP   | 8-2      | Dharan Singh Dahiya (IND)   | 2        |          |
| 0              | Askari Mohammadian (IRI)  | 3-0 PO   | 4-0      | Georgios Moustopoulos (GRE) | 1        |          |
| 1              | Eduards Žukovs (LAT)      | 1-3 PP   | 2-4      | Dariusz Grzywiński (POL)    | 1        |          |
| 1              | Musa Ilhan (AUS)          | 3-1 PP   | 11-4     | Vicente Cáceres (ESP)       | 2        |          |
| 1              | Anibál Nieves (PUR)       | 1-3 PP   | 2-6      | Rosen Vasilev (BUL)         | 0        |          |
| Omgång 3       |                           |          |          |                             |          |          |
| 1              | Martin Müller (SUI)       | 4-0 PA   | 2:51     | Georgios Moustopoulos (GRE) | 2        |          |
| 0              | Askari Mohammadian (IRI)  | 3-0 PO   | 11-0     | Eduards Žukovs (LAT)        | 2        |          |
| 1              | Musa Ilhan (AUS)          | 4-0 TO   | 4:36     | Anibál Nieves (PUR)         | 2        |          |
| 2              | Dariusz Grzywiński (POL)  | 1-3 PP   | 4-5      | Rosen Vasilev (BUL)         | 0        |          |
| Omgång 4       |                           |          |          |                             |          |          |
| 2              | Martin Müller (SUI)       | 1-3 PP   | 3-4      | Musa Ilhan (AUS)            | 1        |          |
| 0              | Askari Mohammadian (IRI)  | 3-1 PP   | 4-2      | Rosen Vasilev (BUL)         | 1        |          |
| Omgång 5       |                           |          |          |                             |          |          |
| 0              | Askari Mohammadian (IRI)  | 3-0 PO   | 6-0      | Musa Ilhan (AUS)            | 2        |          |
| 1              | Rosen Vasilev (BUL)       |          |          | Bye                         |          |          |
| För femteplats |                           |          |          |                             |          |          |
|                | Eduards Žukovs (LAT)      | 1-3 PP   | 1-6      | Anibál Nieves (PUR)         |          |          |
| För andraplats |                           |          |          |                             |          |          |
|                | Musa Ilhan (AUS)          | 1-3 PP   | 3-8      | Rosen Vasilev (BUL)         |          |          |

| Brottare                    | L | ER | CP |
| --------------------------- | - | -- | -- |
| Askari Mohammadian (IRI)    | 0 | -  | 15 |
| Rosen Vasilev (BUL)         | 1 | -  | 10 |
| Musa Ilhan (AUS)            | 2 | 5  | 10 |
| Martin Müller (SUI)         | 2 | 4  | 9  |
| Anibál Nieves (PUR)         | 2 | 3  | 5  |
| Eduards Žukovs (LAT)        | 2 | 3  | 5  |
| Dariusz Grzywiński (POL)    | 2 | 3  | 4  |
| Georgios Moustopoulos (GRE) | 2 | 3  | 3  |
| Vicente Cáceres (ESP)       | 2 | 2  | 2  |
| Dharan Singh Dahiya (IND)   | 2 | 2  | 2  |

### Slutkamper
|                      | CP        | TP        |                          |           |
| 9:e plats            | 9:e plats | 9:e plats | 9:e plats                | 9:e plats |
| -------------------- | --------- | --------- | ------------------------ | --------- |
| Karsten Polky (GER)  | 4-0 PA    |           | Anibál Nieves (PUR)      |           |
| 7:e plats            |           |           |                          |           |
| Shin Sang-Kyu (KOR)  | 0-4 TO    | 3:39      | Martin Müller (SUI)      |           |
| 5:e plats            |           |           |                          |           |
| Magomed Azizov (EUN) | 3-1 PP    | 11-5      | Musa Ilhan (AUS)         |           |
| Bronsmatch           |           |           |                          |           |
| Lázaro Reinoso (CUB) | 3-0 PO    | 4-0       | Rosen Vasilev (BUL)      |           |
| Final                |           |           |                          |           |
| John Smith (USA)     | 3-0 PO    | 6-0       | Askari Mohammadian (IRI) |           |